# 이해랑
이해랑(李海浪, 1916년 7월 22일~1989년 4월 8일)은 대한민국의 배우, 정치인이다.
아명(兒名)은 이해량(李海良)이고 본관은 전주(全州)이다.

## 생애
경성부 출생이다. 그의 증조할아버지 이종응(李宗應)은 풍계군 이당(정조 이산의 이복 남동생이었던 은전군 이찬의 양손자)의 양자로 갔다 파양된 이세보(경평군 이호)의 친가 사촌 동생이었고 따라서 조선 철종 임금의 형제 뻘 되는 친척 관계였다. 그래서 그의 할아버지 이재영(李載榮)은 왕실의 의전실장으로 벼슬을 하였으며 그의 아버지 이근용(李瑾鎔)은 경성 세브란스 의학전문학교 부속병원의 외과 의사인 관계로 넉넉한 가정에서 자랐다.
경성 휘문고등보통학교를 거쳐 일본 가나가와 현립 가나가와 공업고등학교를 졸업하였고 중화민국 상하이 후장 대학교 법학과를 중퇴한 후 일본 니혼 대학교 예술학과를 나왔다. 니혼 대학교 예술학과 재학 중에 도쿄학생예술좌에 가입하여 학생 연극으로 연극계에 데뷔하였다. 귀국한 뒤 극예술연구회의 후신인 극연좌와 고협, 현대극장에서 활동했다. 이 무렵 좋은 학벌을 갖춘 아들이 연극배우가 되는 것을 매우 반대하던 부친 때문에 집에서 쫓겨나다시피하며 고초를 겪었다는 일화가 유명하다.
광복후 현대극장 대표였던 유치진이 친일 의혹으로 활동이 뜸한 사이 1945년 극단 전선(全線)을 창립하고, 1946년에는 김동원(金東園) 등과 함께 극예술협회의 전신인 극예술회 창립에 참가하며 우익 연극인들을 이끄는 인물로 부상했다. 그는 배우로는 목소리가 무대 연기에 적합하지 못한 편이라 크게 빛을 보지 못했으나, 1950년 국립극장이 개관하자 극예술협회를 모태로 창단한 국립극장 전속극단 신협의 창립인과 대표를 맡아 이때부터 연출을 겸업하면서 능력을 인정 받았다.
1954년 대한민국예술원 종신회원, 1957년 국립극장 극장장, 1967년 한국예술문화단체총연합회 회장을 맡으며 대한민국 연극계와 문화계를 대표하는 인물이 되었다.
1970년대에는 국회로 진출하여 제8대 민주공화당 전국구 국회의원, 제9대 유신정우회 국회의원을 지냈다. 1984년 대한민국예술원 회장이 되었다. 1989년 4월 8일 만성심근경색으로 사망하였다.
연출작으로 외국 희곡을 무대에 올린〈천사여 고향을 보라〉, 〈햄릿〉, 〈들오리〉, 〈황금연못〉, 〈뜨거운 양철 지붕 위의 고양이〉 등 100여 편이 있으며, 저서로 《또 하나의 커튼 뒤의 인생》(1985), 《이해랑 연출교정》(1986), 《허상과 진실》(1991)이 있다.

## 작품

### 출연작

#### 연극
- 1942년 《추월색》

#### 영화
- 1948년 《수우》
- 1954년 《코리아》

### 이외 제작 작품

#### 연극 연출
- 《햄릿》
- 《황금 연못》

#### 영화 감독
- 1962년 《육체는 슬프다》

### 저서

#### 수필
- 《또 하나의 커튼 뒤의 인생》(1985)
- 《허상과 진실》(1991) - 유작

#### 저술
- 《이해랑 연출교정》(1986)

## 가족 관계
- 할아버지: 이재영(李載榮)
  - 아버지: 이근용(李瑾鎔)
    - 본인: 이해랑
    - 부인: 김천혜
      - 슬하 3남 2녀(장남 이방주, 차남 이민주)

## 인간 관계
- 같은 극예술회 창립 멤버이기도 한 연극배우 김동원(金東園)과 절친한 친구 사이였다.

## 주요 경력
- 국립극장 극장장
- 한국예술문화단체총연합회 회장
- 민주공화당 당무위원
- 한국국민당 당무위원(1981년 8월~1982년 1월)

## 학력
- 경성 휘문고등보통학교 전퇴 (1958년 5월 31일 서울 휘문중·고등학교 명예 졸업장 각각 수여)
- 일본 가나가와 현립 가나가와 공업중학교 졸업
- 중화민국 국민정부 시대 대륙 본토 장쑤 성 상하이 후장 대학교 법학과 중퇴
- 일본 니혼 대학교 예술학과 학사

## 역대 선거 결과
|  | 48.8% |

|  | 0% |

## 같이 보기
- 대한민국예술원
- 이해랑연극재단
- 김동원
- 김세환